# The Lizzie McGuire Movie
The Lizzie McGuire Movie (en España Lizzie Superstar y en Hispanoamérica Lizzie McGuire: estrella pop) es una película juvenil estadounidense, basada en la serie de televisión de Disney Channel, Lizzie McGuire, protagonizada por la cantante y actriz Hilary Duff. Fue estrenada el 2 de mayo de 2003 en Estados Unidos. La película trata sobre la graduación del instituto de Lizzie y su clase, además de su viaje a Roma.

## Argumento
Todo comienza con la graduación de Lizzie y sus amigos de la secundaria. Lizzie se ve en la obligación de dar el discurso de la generación puesto que Margaret Chan, quien originalmente iba a ofrecerlo, está enferma. Esto hace que se ponga muy nerviosa y al dirigirse a tomar un vaso con agua se tropieza y arruina la graduación, y su hermano Matt lo graba todo, esto se suma a otras situaciones vergonzosas que secretamente ha documentado sobre ella.
Luego de la ceremonia de graduación Lizzie se dirige al aeropuerto, pues va de visita a Roma con sus compañeros. Además los acompaña la maestra Ungermeyer, quien desde el instante en que aparece en escena deja muy en claro sus intenciones de mantener bien vigilados a todos los chicos con quienes viajará. Cuando llegan a su destino suben a un autobús y contemplan a través de la ventanilla la belleza de la ciudad. Al llegar al hotel se encuentran con la sorpresa de que Lizzie debe compartir habitación con Kate Sanders. Luego de desempacar Gordo y Lizzie suben a la terraza del hotel y hacen una promesa: ambos buscarán la aventura en este viaje. Al día siguiente el grupo visita la Fontana de Trevi y siguiendo la costumbre Lizzie lanza una moneda al agua y pide un deseo. Después, ella se encuentra con Paolo Valisari, un famoso y guapo cantante pop italiano quien la confunde con su compañera musical y novia, Isabella Parigi, y no es la única persona, ya que unos jóvenes que los ven conversando también piensan que Lizzie es Isabella e incluso los paparazzis los fotografían. Paolo, impresionado por el inmenso parecido (la única diferencia entre ambas es el color de cabello, rubio en Lizzie, castaño en Isabella) la invita a salir, citándola en la fuente al día siguiente. Al principio Lizzie tiene dudas, aunque quiere asistir a la cita, Gordo la anima a ir, recordándole la promesa de buscar la aventura, y le ayuda a salir del hotel sin tener problemas con la siempre alerta maestra Ungermeyer. Así es que por sugerencia de Gordo, Lizzie finge estar enferma y querer quedarse en cama todo el día, su plan funciona y el grupo se va sin ella, dándole plena libertad para acudir con Paolo. Durante la cita dan un paseo en motocicleta por toda la ciudad, varios aficionados de él le piden autógrafos y fotografías, de nuevo, pensando que es Isabella. Al rato, Paolo le cuenta a Lizzie que acaba de romper con Isabella y que quiere hacer música más madura por lo cual también quiere separase artísticamente. El le pide a Lizzie que presente unos premios junto a él, explicando que Isabella estaba muy enojada y no quería hacerlo, por lo cual podría recibir una demanda. Lizzie acepta suplantar a Isabella en los premios para ayudarlos a ella y a Paolo y luego regresa al hotel, no sin antes acordar una segunda cita. Al volver Lizzie habla con Gordo de lo maravilloso que es Paolo y lo feliz que está de haberlo conocido, a lo cual Gordo reacciona con recelo (ya que alberga un amor secreto por Lizzie). Al día siguiente Lizzie vuelve a salir con Paolo, esta vez van a ver a la diseñadora Franca DiMontecatini, mientras tanto los compañeros de Lizzie visitan el Forum en donde Gordo ve a un par de muchachas italianas leyendo una revista de la cual Lizzie era portada. Las chicas traducen lo que dice la revista para Gordo. Según la prensa, Isabella y Paolo cantarían en la premiación. En la noche Kate descubre que Lizzie ha estado saliendo a escondidas pero a pesar de ello no la delata y Gordo le muestra lo que dice la revista. Entre tanto, Lizzie sigue fingiendo estar enferma para salir con Paolo, a quien pregunta si es cierto que deberán cantar en los premios, a lo cual él contesta que sí, pero que no ha de preocuparse ya que solo debe seguir la pista. Después ensayan para la premiación y mientras eso sucede, al otro lado del mundo los padres de Lizzie y su hermano Matt deciden viajar a Roma a reunirse con ella. Ese mismo día Gordo evita que la señorita Ungermeyer descubra que Lizzie no está enferma y que ha estado saliendo sin permiso, pero se sacrifica él, por lo cual es castigado con la suspensión de la excursión. En la noche Lizzie sale hacia la premiación y sus padres llegan, pero al no encontrarla la Señorita Ungermeyer le pregunta a Ethan su paradero, amenazándole con destruir su patineta, y él revela todo el secreto. Al mismo tiempo en el aeropuerto Gordo se dispone a abordar su vuelo de vuelta a casa cuando ve a la verdadera Isabella, quien parece estar muy confundida y enojada al enterarse de que estaba siendo suplantada. Gordo habla con ella y ambos se dirigen al Coliseo Romano (lugar donde se realizará la premiación), a donde también van en camino los padres de Lizzie. Una vez allí Gordo e Isabella se reúnen con Lizzie y le explican que Paolo le tendió una trampa, y que es él quien no sabe cantar y sigue la pista, por lo que Isabella quiso separarse y hacer su propia música. Por esto deciden hacerle una trampa, para que de una vez por todas se demuestre en televisión que Paolo no podía cantar. Lizzie y Paolo salen al escenario y en ese momento Paolo se da cuenta de que Isabella ha llegado y que Lizzie ha descubierto su plan. Entonces Isabella hace que enciendan el micrófono de Paolo y todo el mundo oye su desafinada voz, haciendo que Paolo salga furioso del escenario. Después del incidente, Lizzie canta la canción que había ensayado con Paolo mientras sus amigos y muchas personas más la animan desde el público. Al final, en el hotel Lizzie celebra con sus amigos y familia. Más tarde, Matt intenta venderle al camarero una cinta con Lizzie cantando, pero el camarero la tira a la fuente. Lizzie sube de nuevo a la terraza con Gordo, en donde hablan acerca del viaje y ella lo besa (siendo un amor de verdad).

## Recepción y taquilla
La película generó opiniones encontradas entre la audiencia, obteniendo en Metacritic una calificación de 56 sobre 100, basado en 28 revisiones. Durante su primera semana en cartelera ocupó el segundo lugar y en total recaudó 42,7 millones de dólares en Estados Unidos. A nivel mundial contó con una recaudación de 55,5 millones de dólares.

## Elenco
| Actor                    | Personaje                       | Doblaje (México)    | Doblaje (España)      |
| ------------------------ | ------------------------------- | ------------------- | --------------------- |
| Hilary Duff/ Haylie Duff | Lizzie McGuire/ Isabella Parigi | Liliana Barba       | Mar Bordallo          |
| Adam Lamberg             | David Zephyr "Gordo" Gordon     | Héctor E. Gómez     | Roger Isasi-Isasmendi |
| Hallie Todd              | Jo McGuire                      | Mónica Manjarrez    | Alba Sola             |
| Robert Carradine         | Sam McGuire                     | René García         | Abel Folk             |
| Jake Thomas              | Matthew "Matt" McGuire          | Eduardo Curiel      | Ian Lleonart          |
| Ashlie Brillault         | Kate Sanders                    | Leyla Rangel        | Nuria Trifol          |
| Clayton Snyder           | Ethan Craft                     | Luis Daniel Ramírez | Hernán Fernández      |
| Alex Borstein            | Srta. Ungermeyer                | Catalina Muzquíz    | Elisa Beuter          |
| Yani Gellman             | Paolo Valisari                  | Noé Velázquez       | Ángel de Gracia       |
| Brendan Kelly            | Sergei                          | Raúl Anaya          | Jordi Ribes           |
| Carly Schroeder          | Melina Bianco                   | Gaby Ugarte         | Roser Vilches         |
| Daniel Escobar           | Sr. Escobar                     | Carlos del Campo    | Carlos del Campo      |
| Jody Racicot             | Giorgio                         | Enrique Cervantes   | Luis Fenton           |
| Peter Kelamis            | Dr. Comito                      | Ricardo Tejedo      | Aleix Estadella       |
| Terra C. MacLeod         | Franca DiMontecatini            | Lourdes Morán       | Toni Avilés           |

Estudio de Doblaje:
DAT Doblaje Audio Traducción S. A. de C.V. México
Dirección de Doblaje:
Diana Santos
Traducción y Adaptación:
Adrian Forgaty
Gerente Creativo (por parte de Disney):
Raúl Aldana
Versión al español
Disney Character Voices International